# 麥克道威之役
麥克道威之役（英語：Battle of McDowell）於1862年5月8至9日發生在維吉尼亞的高地縣，是美国南北战争中河谷會戰的第二場戰役。
北軍兵力為6,500人，南方為6,000人。

## 戰事
石牆傑克森把兩個師組合一起，成了一支有17,000人的部隊，同時，北軍有兩個旅亦想組成一支較大的部隊，而且北軍的砲兵團亦想結集在麥克道威，石牆傑克森知道後，決定先發制人，率6,000南軍進攻駐守麥克道威的北軍。
5月8日，南軍渡過考帕斯徹河（Cowpasture River）時；北軍就趕緊在山丘上部署18尊大砲和一些步兵，而另一面的村莊則部署了三隊騎兵，然後派斥候兵守在最前線。
南軍渡河後，北軍就先發動突擊，開火攻擊南軍的正面和右方，步兵亦急忙推進，四小時後，北軍的進攻被打退，撤回麥克道威。
次日，北軍再次發動進攻，但同樣大敗，南軍得勝，進入麥克道威。

## 戰事結束
南北雙方傷亡人數為720。

## 其他
很快，弗蘭特盧瓦爾之役和第一次溫徹斯特之役爆發。